# Amritlal Nagar
Amritlal Nagar (în hindi अमृतलाल नागर, transliterat: Amṛtlal Nāgar; n. 17 august 1916, Agra, India Britanică – d. 23 februarie 1990, Lucknow, Uttar Pradesh, India) a fost un prozator de limbă hindi, considerat unul dintre cei mai proeminenți scriitori din India secolului al XX-lea.
În scrierile sale a prezentat societatea urbană și în special relațiile dintre individ și societate.

## Scrieri
- 1947: महाकाल Mahākāl („Foametea”);
- 1956: बूँद और समुद्र Būnd aur samudra („Picătura și oceanul”);
- 1966: अमृत और विष Amṛt aur viṣ („Nectar și vin”).